# За облаками (фильм)
«За облаками» (итал. Al di là delle nuvole) — последний фильм итальянского кинорежиссёра Микеланджело Антониони. 
Пролог, эпилог и связки между новеллами снял известный немецкий режиссёр Вим Вендерс.

## Сюжет
Фильм состоит из четырёх коротких, связанных новелл. В центре каждой истории лежит загадка женщины. Картина приглашает к внутреннему путешествию — как пишет Антониони в своих мемуарах («Тот кегельбан над Тибром»), «к истинному образу абсолютной и таинственной реальности, которого никто никогда не увидит».

## В ролях
- Джон Малкович — рассказчик/режиссёр
- Ким Росси Стюарт — Сильвано
- Инес Састре — Кармен
- Софи Марсо — молодая женщина
- Фанни Ардан — Патриция
- Питер Уэллер — Роберто
- Кьяра Казелли — Ольга
- Ирен Жакоб — молодая женщина
- Венсан Перес — Никколо
- Жан Рено — Карло
- Марчелло Мастроянни — художник
- Жанна Моро — подруга
- Энрика Антониони — управляющая в лавочке
- Вероника Лазар —  Лиза

## Съёмочная группа
- Режиссёры: Микеланджело Антониони, Вим Вендерс
- Сценаристы: Микеланджело Антониони, Тонино Гуэрра, Вим Вендерс.
- Продюсеры: Филипп Каркассон, Витторио Чекки Гори, Арлет Данис, Бриджитт Фор, Ульрих Фелсберг, Стефан Чалгаджиефф, Феличе Лаудадио, Даниель Жегоф Розенкранц
- Композиторы: Лучо Далла, Ван Моррисон, Лоран Птиган
- Операторы: Альфио Контини, Робби Мюллер
- Монтаж: Микеланджело Антониони, Клаудио Ди Мауро, Питер Пржигодда, Лучиан Сегура

## Фестивали, награды
- 1995: Премия ФИПРЕССИ на Венецианском кинофестивале
- Впервые показан на Международном кинофестивале в Венеции 3 сентября 1995 г., выиграл Приз международных кинокритиков.
- Представлен на Лос-Анджелесском Кинофестивале (Лос-Анджелес, США) в ноябре 1995 года.
- Представлен на Нью-Йоркском Кинофестивале в сентябре 1996 года.[1]